# Hettange-Grande
Hettange-Grande (in tedesco Großhettingen, in francone mosellano Grouss-Hetténgen, in lussemburghese Grouss-Hetteng) è un comune francese di 7 765 abitanti situato nel dipartimento della Mosella nella regione del Grand Est.

## Storia

### Simboli
Il comune ha ripreso lo stemma della famiglia Hettange de Hodister, di antica nobiltà, che a volte era rappresentato con tre quattrofoglie d'argento al posto delle rose.

## Società

### Evoluzione demografica
Abitanti censiti

## Amministrazione

### Gemellaggi
- Pederobba, dal 1962
- Sinzig, dal 1966